# Колонсај
Колонсај (енгл. Colonsay, гелски Colbhasa) је једно од Британских острва које припада Уједињеном Краљевству, односно Шкотској. Налази се Атлантском океану и део је архипелага Унутрашњи Хебриди. Површина острва износи 40.74 km². Према попису из 2011. на острву је живело 124 становника.

## Занимљивости
Име острва је нордијског порекла и значи Колбајново острво (енгл. Kolbein's island) или Колумбино острво (енгл. Columba's island). Острво се протеже од југозапада према североистоку, у дужини од 13 и ширини од 5 км. Насељено је још у периоду мезолита.
По последњем попису (2011), на острву је живело 124 становника, што је пораст од 15% у односу на попис из 2001, када је било 108 сталних житеља.
Острво је у приватном власништву, и припада Александру Хауарду, 5. барону од Страткона и Монт Ројала. Дворац Колонсај (енгл. Colonsay House) подигнут је 1722. и још увек је настањен, а паркови су доступни јавности.
Основна привредна грана је туризам, са бројним кућама за издавање и једним хотелом. Острво има сопствени аеродром од 2006. Највеће насеље је Скаласај (енгл. Scalasaig) - у преводу са нордијског Скалијев залив - једина лука на острву.